# Phlegetonia
Phlegetonia is een geslacht van vlinders van de familie Euteliidae, uit de onderfamilie Euteliinae.

## Soorten
- P. agropoides Walker, 1862
- P. apicifascia Hampson, 1894
- P. atripars Hampson, 1912
- P. barbara Robinson, 1975
- P. bifacies Walker, 1858
- P. bryochlora Hampson, 1902
- P. carnea Warren, 1914
- P. catephioides Guenée, 1852
- P. delatrix Guenée, 1852
- P. fulvigrisea Warren, 1914
- P. gilvicolor Mabille, 1900
- P. holocausta Hampson, 1905
- P. operatrix Wallengren, 1860
- P. palpalis Mell, 1943
- P. pantarcha Turner, 1922
- P. porphyriota Hampson, 1912
- P. repleta Walker, 1865
- P. stictoprocta Hampson, 1895
- P. strigula Holland, 1894
- P. subviolescens Viette, 1958
- P. transversa Candèze, 1927
- P. violescens Hampson, 1912